# جورج بروست
جورج بروست (13 مارس 1948 في بورغ إن بيس) (بالإنجليزية: Georges Prost)‏ لاعب كرة قدم فرنسي معتزل . ساهم في تتويج نادي ليون ببطولة كأس فرنسا موسم 1972-1973 . بعد اعتزاله قرر الاتجاه إلى مهنة تدريب فرق الناشئين .

## وصلات خارجية
- جورج بروست على موقع قاعدة بيانات كرة القدم.إي يو (الإنجليزية)